# 雨竜町

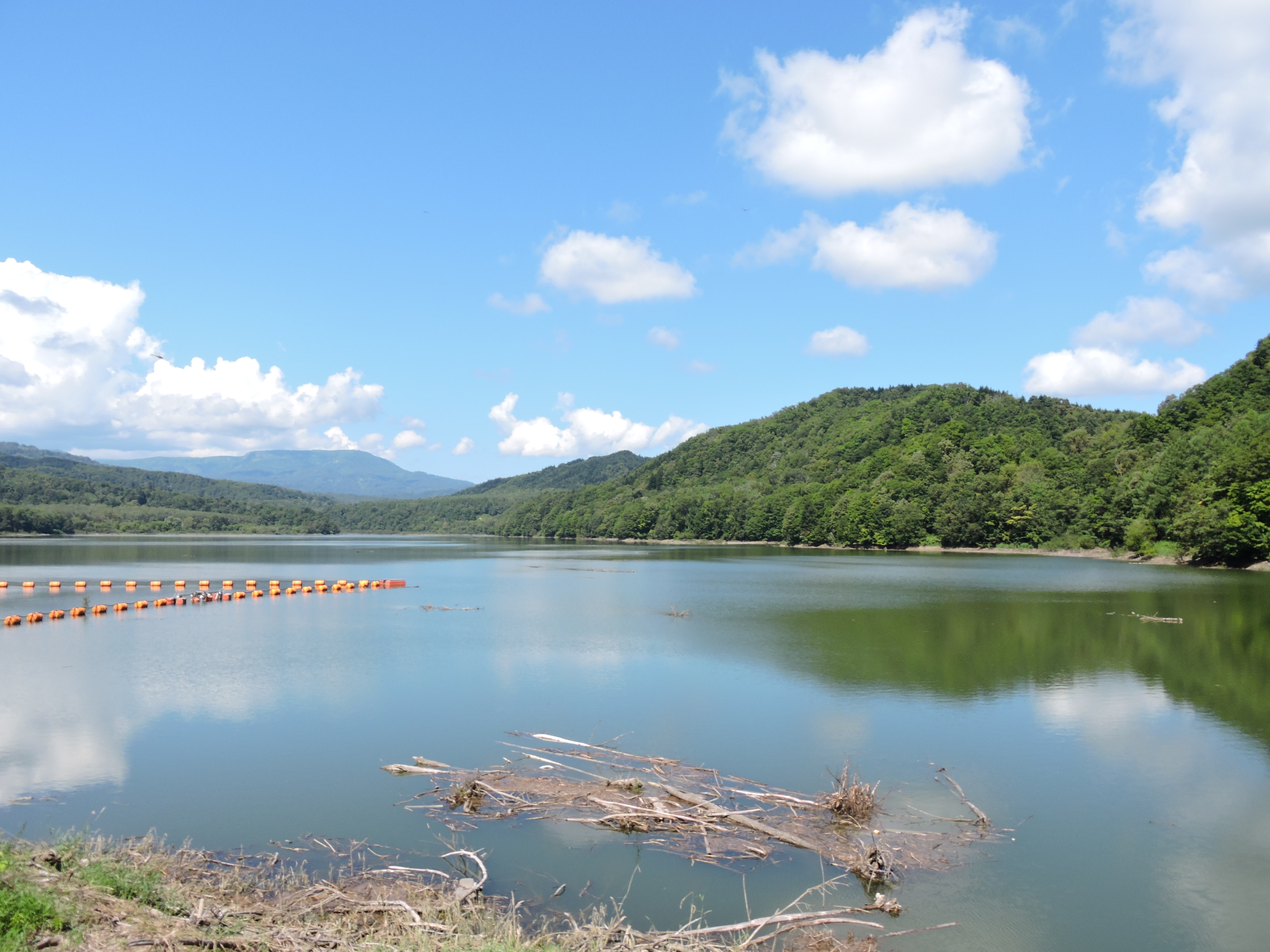
暑寒湖

雨竜町（うりゅうちょう）は、北海道空知総合振興局管内雨竜郡に属する町。暑寒別岳東側の雨竜沼湿原が所在する。

## 町名の由来
現在の雨竜川から付けられた町名であり、アイヌ語に由来するが正確には分からなくなっている。
一説には「ウリリオペッ（ウリロペッ）」（鵜・たくさんいる・川）、あるいは「オリリオペッ（オリロペッ）」（そこに・波・立つ・川）からとされる。
このほか、探検家の松浦武四郎は、太古の神が「ウリウ」の名をつけたという伝説によるものだと記している。

## 地理
北海道空知管内の北部、石狩平野北端・雨竜平野の北部に位置し、雨竜川右岸に市街地があり、周辺部には水田がひろがる。
- 河川：石狩川、雨竜川、尾白利加（おしらりか）川、恵岱別（えたいべつ）川

### 隣接している自治体
- 空知総合振興局
  - 滝川市
  - 雨竜郡北竜町
  - 雨竜郡妹背牛町
  - 樺戸郡新十津川町
- 留萌振興局
  - 増毛郡増毛町

## 歴史
- 1857年（安政4年）- 松浦武四郎が雨竜川から北竜を船で探索。
- 1889年（明治22年）- 華族組合雨竜農場、雨竜平野に開場。雨竜神社創設[2]。
- 1892年（明治25年）- 雨竜村（現在の雨竜町・北竜町・沼田町・幌加内町の範囲）設置。華族組合雨竜農場解散。
- 1899年（明治32年）- 北竜村（現在の北竜町・沼田町・幌加内町）が雨竜村より分立[3]。
- 1915年（大正4年）- 雨竜村が二級町村制施行。
- 1961年（昭和36年）- 町制施行、雨竜町となる。
- 2003年（平成15年）- 中空知地域合併協議会設置。(5市5町・任意合併協議会)
- 2003年（平成15年）- 中空知地域合併協議会解散。
- 2018年（平成30年）5月1日－新役場庁舎開庁。

## 経済

### 産業
- 農業：米

### 特産品
- 暑寒メロン
- 純米吟醸酒うりゅう(蔵元：(新十津川町)金滴酒造株式会社）
- 漬物の素「アラー!!カンタン」
- アマチャヅル - 1980年より町内で栽培が開始され、町内で評判となったことから食品メーカーと協力してアマチャヅル茶「暑寒茶」を開発する。1983年に飲用体験が日本農業新聞で連載されたことやNHKで放送されたことでブームとなり、北海道から一村一品運動の指定を受けるなど同町の特産品として知られた[4]。北海道郵政局が発表した1984年の道内ふるさと小包人気ベスト3では札幌生ラーメン、喜茂別町のアスパラに次ぐ3位であった[5]。

### 立地企業
- 空知興産株式会社　雨竜産業廃棄物処理施設

### 農協
- きたそらち農業協同組合（JAきたそらち）雨竜支所

### 金融機関
- 北空知信用金庫雨竜支店

### 郵便局
- 雨竜郵便局
- 石狩追分郵便局

　　※集配業務は滝川郵便局が担当

### 宅配便
町内に宅配業者の営業所はない。
・ヤマト運輸は深川市の道北主管支店雨竜センター、佐川急便は同じく深川市の深川営業所、日本通運は滝川市の滝川支店が担当営業所となる。

## ドラゴンサミット
全国の「龍」「竜」の字がつく市町村が集まり、相互交流を目的に結成。最大15市町村が加盟していたが、平成の市町村大合併により残るのは、6市町村となったことから、2007年(平成19年)1月25日解散することとなった。

| - 北海道北竜町 - 北海道雨竜町 - 秋田県八竜町→三種町 - 茨城県龍ケ崎市 - 山梨県竜王町→甲斐市 | - 長野県天龍村 - 静岡県龍山村→浜松市 - 静岡県天竜市→浜松市 - 静岡県竜洋町→磐田市 - 滋賀県竜王町 | - 和歌山県龍神村→田辺市 - 兵庫県龍野市→たつの市 - 熊本県竜北町→氷川町 - 熊本県龍ヶ岳町→上天草市 - 鹿児島県龍郷町 |

## 地域

### 人口
| |                                        |  |
| 雨竜町と全国の年齢別人口分布（2005年） | 雨竜町の年齢・男女別人口分布（2005年） |  |
| ■紫色 ― 雨竜町 ■緑色 ― 日本全国 | ■青色 ― 男性 ■赤色 ― 女性              |  |
| 雨竜町（に相当する地域）の人口の推移 \| 1970年（昭和45年） \| 5,324人 \| \| \| 1975年（昭和50年） \| 4,332人 \| \| \| 1980年（昭和55年） \| 4,147人 \| \| \| 1985年（昭和60年） \| 4,105人 \| \| \| 1990年（平成2年） \| 3,981人 \| \| \| 1995年（平成7年） \| 3,825人 \| \| \| 2000年（平成12年） \| 3,601人 \| \| \| 2005年（平成17年） \| 3,316人 \| \| \| 2010年（平成22年） \| 3,049人 \| \| \| 2015年（平成27年） \| 2,749人 \| \| \| 2020年（令和2年） \| 2,389人 \| \| |                                        |  |
| 総務省統計局 国勢調査より |                                        |  |
| 1970年（昭和45年） | 5,324人                                |  |
| 1975年（昭和50年） | 4,332人                                |  |
| 1980年（昭和55年） | 4,147人                                |  |
| 1985年（昭和60年） | 4,105人                                |  |
| 1990年（平成2年） | 3,981人                                |  |
| 1995年（平成7年） | 3,825人                                |  |
| 2000年（平成12年） | 3,601人                                |  |
| 2005年（平成17年） | 3,316人                                |  |
| 2010年（平成22年） | 3,049人                                |  |
| 2015年（平成27年） | 2,749人                                |  |
| 2020年（令和2年） | 2,389人                                |  |

### 消滅集落
2015年国勢調査によれば、以下の集落は調査時点で人口0人の消滅集落となっている。
- 雨竜町 - 字恵岱別、字国領

### 教育
(小中学校は併設校)
- 中学校
  - 雨竜町立雨竜中学校
- 小学校
  - 雨竜町立雨竜小学校
- 養護学校
  - 北海道雨竜高等養護学校

### 警察
- 深川警察署雨竜駐在所

### 広域行政
- 中空知広域市町村圏組合(所在地：滝川市)

- 滝川地区広域消防事務組合(所在地：滝川市)
- 西空知広域水道企業団(所在地：新十津川町)
- 空知教育センター組合(所在地：滝川市)
- 中空知衛生施設組合(所在地：滝川市)
- 中･北空知廃棄物処理広域連合(所在地：歌志内市)
- 空知中部広域連合(所在地：奈井江町)
- 石狩川流域下水道組合(所在地：奈井江町)

## 交通

### 鉄道
町内を鉄道路線は通っていない。鉄道を利用する場合の最寄り駅は、JR北海道函館本線の滝川駅・江部乙駅・妹背牛駅。

#### 廃止された鉄道路線
かつて国鉄札沼線が通っていたが、1972年（昭和47年）6月19日に廃止された。町域には雨竜、石狩追分、渭ノ津の3駅と南雨竜、中雨竜の2仮乗降場があった。

### バス
- 北海道中央バス

高速るもい号（滝川経由）
空知中央バス
深滝線（雨竜経由）

### タクシー
営業区域は深川圏エリアに属する。
- 雨竜ハイヤー

### 道路
- 国道
  - 国道275号 空知国道
- 主要地方道
  - 北海道道47号深川雨竜線
- 一般道道
  - 北海道道279号江部乙雨竜線
  - 北海道道432号暑寒別雨竜停車場線
- 道の駅
  - 田園の里うりゅう

## 名所・旧跡・観光スポット
文化財
- 雨竜沼高層湿原帯 - 道指定天然記念物
- 雨竜町開拓記念館 - 雨竜町指定文化財
- 御神刀 - 雨竜町指定文化財、雨竜神社　　　　　　　　　　　　　　　　　　　　　　　　　　　　　　　　　　　　　　　　　藤原山城守歳長作[2]。明治31年、蜂須賀正韶が徳島県国瑞彦神社へ奉納し、雨竜神社改称時に移された[7]。雨竜神社の旧称は国端彦神社。大正6年（1917年）に改称。
- 雨竜町獅子神楽 - 雨竜町指定文化財、雨竜町獅子神楽保存会

観光
- 暑寒別天売焼尻国定公園　1990年(平成2年)8月1日
- 雨竜沼湿原（北海道遺産2004年11月12日）　2005年（平成17年）11月8日にラムサール条約登録湿地認定
- 白竜の滝(ペンケペタン川)
- 雨竜町史跡公園(雨竜町開拓記念館・蜂須賀農場跡・アカマツ並木［北海道開拓記念保護樹木指定1975年（昭和50年6月21日）］)
- いきいき元気村(高齢者健康福祉センター(いきいき館)・雨竜町保育園(なかよし館）・パークゴルフ場)
- 尾白利加ダム(石狩川水系尾白利加川）

神社
- 雨竜神社
- 追分八幡神社
- 面白内神社
- 渭の津神社
- 十三戸神社

寺院
- 真宗大谷派大宣寺
- 浄土真宗本願寺派専福寺
- 真言宗豊山派慈現寺

## 出身人物
- 辻井京雲（書道家）
- 高石ともや（フォークシンガー、ランナー）